# السلوقيان II (مجرة قزمة)
قزمة السلوقيان II (بالإنجليزية: Canes Venatici II Dwarf Galaxy)‏ أو  CVn II هي مجرة قزمة كروية خافتة تقع في كوكبة السلوقيان اكتشفت في عام 2006 في البيانات المستقاة من مسح سلووان الرقمي للسماء. تقع مجرة قزمة السلوقيان II على مسافة متوسطة تقدر حوالي 150 الف فرسخ فلكي (522 الف سنة ضوئية) من الشمس وتتحرك نحو الشمس بسرعة تبلغ حوالي 130 كم/ ثانية.

## الخصائص والتصنيف
تصنف قزمة السلوقيان II كمجرة قزمة كروية (dSph) ويعني هذا أن شكلها بيضاوي (نسبة المحاور ~ 2:1) ونصف قطرها الفعال يقارب 74+14
−10 فخ.
قزمة السلوقيان II واحدة من أصغر وأخفت المجرات التابعة لدرب التبانة ضياؤها الكلي يعادل حوالي 8,000 ضياء شمسي (قدرها الظاهري المطلق −4.9) اأقل بكثير من ضياء من عنقود مغلق نموذجي. ومع ذلك، فإن كتلتها تقارب 2.5 مليون كتلة شمسية، مما يعني أن كتلة المجرة إلى نسبة الضوء حوالي 340 {\displaystyle \Upsilon }.نسبة الكتلة العالية إلى ضوء قزمة السلوقيان II تعني أن المجرة تهيمن عليها مادة مظلمة. وتتكون جمهرة نجوم قزمة السلوقيان II أساسا من نجوم قديمة تشكلت قبل نحو 12 مليار سنة . ومعدنية هذه النجوم القديمة منخفضة جدا حوالي [Fe/H] ≈ −2.19±0.58 مما يعني أنها تحتوي على عناصر ثقيلة أقل بحوالي 150 مرة من الشمس ومن المحتمل أن تكون نجوم قزمة السلوقيان II من بين النجوم الأولى التي تشكلت في الكون ولا يوجد حاليا أي تشكل نجمي في المجرة وقد فشلت القياسات حتى الآن في الكشف عن خطوط طيف الهيدروجين فيها - الحد الأعلى هو 14000 كتلة شمسية.